# 南野ひとみ
南野 ひとみ（みなみの ひとみ　1983年11月11日 - ）は、日本の元AV女優。
熊本県出身。血液型：O型。身長：158cm、スリーサイズ：B83（Cカップ-70）・W58・H84。
趣味：料理、ネイルアート

## 略歴
- 2005年1月 - AVデビューするも、その年に引退。

## 作品

### アダルトビデオ
- 誘惑風 - （2005年1月21日、マックス・エー）
- ひとみの卑猥妄想 - （2005年2月21日、マックス・エー）
- Excellent！ - （2005年3月22日、マックス・エー）
- 優しくして下さい… - （2005年4月26日、マックス・エー）
- セルデビューで引退　女教師　中出し20連発 - （2005年6月4日、アイエナジー）
- ブルーファイル - （マックス・エー：ひとみの卑猥妄想、Excellent！、優しくして下さい…　を収録）